# 安納波利斯 (印第安納州)
安納波利斯（英語：Annapolis）是位於美國印第安納州帕克縣的一個非建制地區。該地的面積和人口皆未知。

## 地理
安納波利斯海拔高度為646英呎。而該地所採用的時區為UTC-5，即北美東部時區（EST）。同時該地設有夏令時間，為UTC-5調快一小時，即UTC-4（EDT）。